# Anonychomyrma nitidiceps
Anonychomyrma nitidiceps é uma espécie de formiga do gênero Anonychomyrma.
A espécie é endémica da Austrália.